# Rudolph Blankenburg

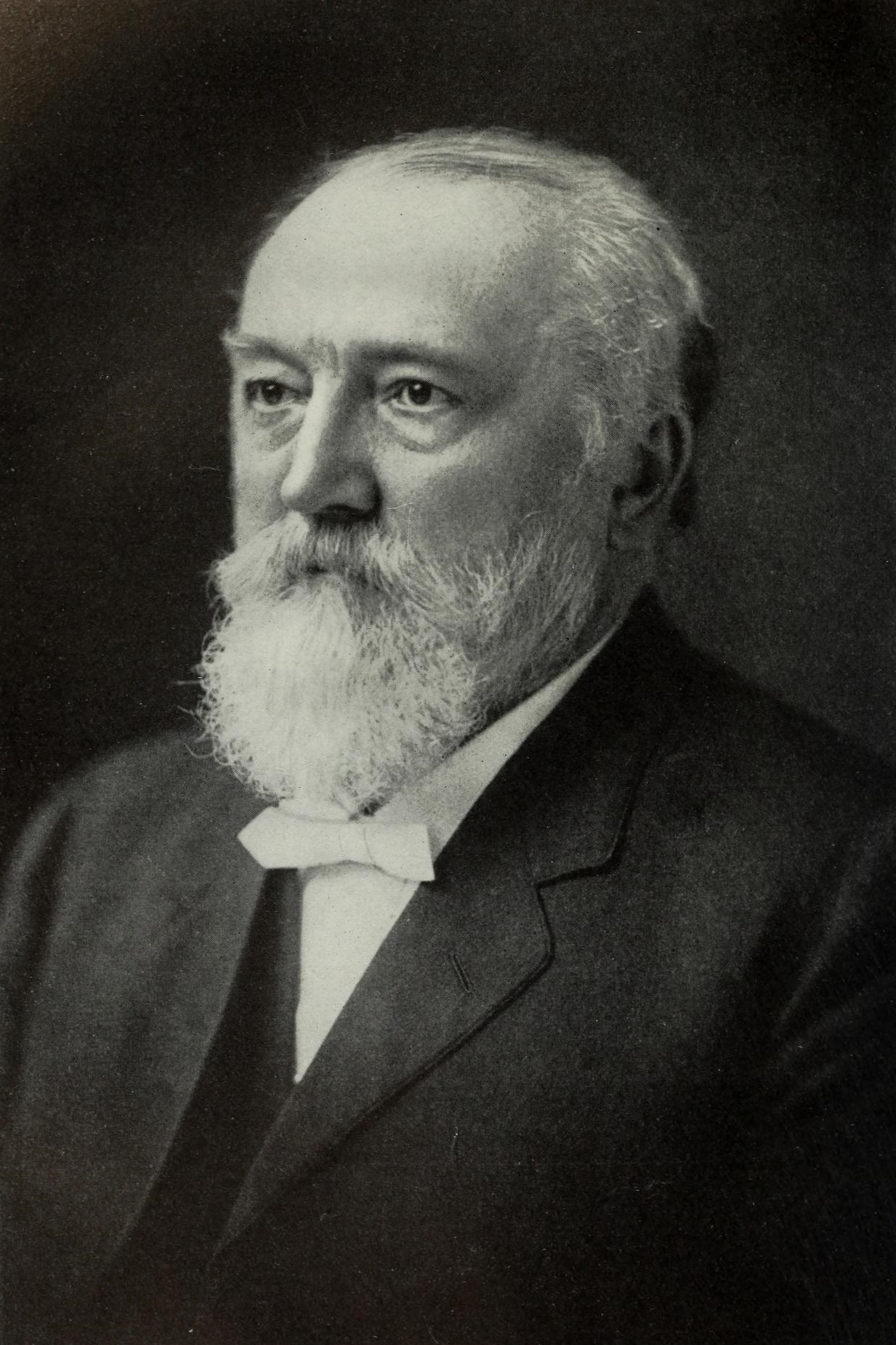
Rudolph Blankenburg

Rudolph Blankenburg (* 16. Februar 1843 in Barntrup, Fürstentum Lippe; † 12. April 1918 in Germantown, Philadelphia, USA) war ein US-amerikanischer Geschäftsmann und Politiker mit deutschen Wurzeln.

## Familie und Ausbildung
Rudolph Blankenburg wurde 1843 als Sohn des Pastors Simon Heinrich Ludwig Blankenburg und dessen Frau Philippine Sophie Goede, gebürtig aus Hildesheim, im lippischen Barntrup geboren. Als er drei Jahre alt war, wurde sein Vater nach Hillentrup versetzt, wo Rudolph bis zu seinem vierzehnten Lebensjahr vom Hauslehrer Carl Becker unterrichtet wurde. Dann wechselte er auf Wunsch des Vaters an das Realgymnasium in Lippstadt. In einem Bank- und Speditionshaus absolvierte er eine kaufmännische Lehre und folgte im Jahre 1865 der Einladung seines ehemaligen Hillentruper Hauslehrers über Bremen nach Amerika, wohin schon viele Lipper ausgewandert waren.
Am 18. April 1867 heiratete Blankenburg Lucretia Longshore (* 8. Mai 1845; † 29. März 1937), eine Quäker-Suffragistin, Sozialaktivistin, Bürgerreformerin und Schriftstellerin. Sie war die Tochter des Thomas Ellwood Longshore und seiner Frau, der Ärztin Hannah, geborene Myers (* 30. Mai 1819; † 19. Oktober 1901), des ersten weiblichen Fakultätsmitglieds an einer amerikanischen medizinischen Fakultät.

## Werk
Nach wenigen Wochen auf der Farm seines Gönners nahm Blankenburg eine Stellung in einem der größten Philadelphiaer Fabrikhäuser an; hier war er ein Jahrzehnt beschäftigt. Dann machte er sich als Textilverkäufer selbstständig und gründete die später so berühmt gewordene Firma Blankenburg & Co.
1877 begann Blankenburg, sich für Bürgerentwicklung und Reformpolitik in Philadelphia zu interessieren. 1905 wurde er zum County Commissioner für Philadelphia gewählt und diente von 1906 bis 1909. Zwei Jahre später wurde Blankenburg über die Keystone-Democratic-Liste zum Bürgermeister von Philadelphia gewählt. Er bekleidete das Amt vom 12. April 1911 bis zum 1. März. 1916. Nach der kaum zweijährigen Wirksamkeit hatte er viel erreicht: Die Verwaltung war von Grund auf reorganisiert und die Finanzwirtschaft der Riesenstadt auf gesunde Grundlagen gerückt.
Neben der ungeheuren vielseitigen Arbeit als Bürgermeister fand Rudolph Blankenburg Zeit und Muße zu ausgedehnter publizistischer Tätigkeit in Zeitungen und Zeitschriften sowie zu tätiger Mithilfe in der großartig organisierten öffentlichen Wohltätigkeit.

## Tod
Rudolph Blankenburg starb am 12. April 1918 in Germantown. Sein Leichnam wurde eingeäschert und neben den Leichen seiner früh verstorbenen drei Kinder auf dem Fair Hill Burial Ground begraben. – Mehr als 6000 Menschen kondolierten und nahmen an seiner Beerdigung teil, die in der Arch Street Methodist Church stattfand.

## Auszeichnungen
Blankenburg zu Ehren wurde nach seinem Tod das 129 Fuß lange, dampfbetriebene Ganzstahl-Feuerlöschboot der Stadt Philadelphia auf seinen Namen getauft sowie die Rudolph Blankenburg School in Mill Creek (West Philadelphia) nach ihm benannt.